# 潘繼光
潘繼光（1512年—？），字懋學，號淇澳，河南衛輝府汲縣人，民籍，明朝政治人物。

## 生平
嘉靖十六年（1537年）丁酉科河南鄉試第五十一名舉人。嘉靖二十年（1541年）中式辛丑科會試第二百二十一名，登第三甲第一百八十五名進士。歷官户部主事、员外郎、郎中，出为湖广按察司副使，升山西布政使司参政。

## 家族
曾祖潘能；祖父潘全；父潘雄，以子貴封户部主事；母徐氏。具庆下。兄潘继宗。女婿劉易從，官至山东巡抚。